# L'odalisca bruna
L'odalisca bruna (L'Odalisque o L'Odalisque brune) è un dipinto di François Boucher realizzato nel 1745 circa e conservato al museo del Louvre.

## Descrizione
Il dipinto, forse ambientato in un boudoir, raffigura una giovane seminuda distesa a pancia in giù tra delle stoffe e dei cuscini, coperta solo nella parte superiore del corpo da una camicia e con le gambe semiaperte, in una posizione marcatamente erotica. Secondo Paul Frankl, la posa riprende quella che si era sviluppata nel tempo per dipingere delle Naiadi o delle ninfe bagnanti. Le linee principali convergono nelle natiche, che si trovano quasi al centro della composizione, il che accentua la sensualità dell'insieme.
L'identità della modella non è mai stata chiarita con certezza: in passato si erano fatti i nomi di Madame de Pompadour e Victoire O'Murphy, la sorella maggiore di Marie-Louise O'Murphy, ritratta in seguito in una composizione simile di Boucher, ma queste ipotesi sono state smentite dalla datazione (Victoire O'Murphy aveva solo dieci anni quando venne dipinta l'Odalisca bruna, perciò era troppo piccola). Secondo un'ipotesi di Jean Callieux, l'effigiata sarebbe da identificarsi con la moglie del pittore.
Il quadro si basa sulle pieghe: la piega delle natiche, la piega del collo, le pieghe della biancheria da letto, del grande tessuto in velluto blu e la piega del tappeto. Sul tavolino basso a sinistra si trova la firma del pittore.
L'atteggiamento della giovane è ambiguo, tra l'imbarazzo dovuto alla presenza dello spettatore guardone e un invito a unirsi a lei. In origine queste opere ardite non erano concepite per essere mostrate in pubblico, ma erano destinate ai gabinetti privati, lontani dagli sguardi altrui. Boucher non esitava a mostrare il fascino femminile senza pudore né artifici mitologici o biblici, come era più consueto all'epoca. I fratelli Goncourt sottolineano come, nell'arte di Boucher, le donne sembrano più denudate che nude.

## Altre versioni

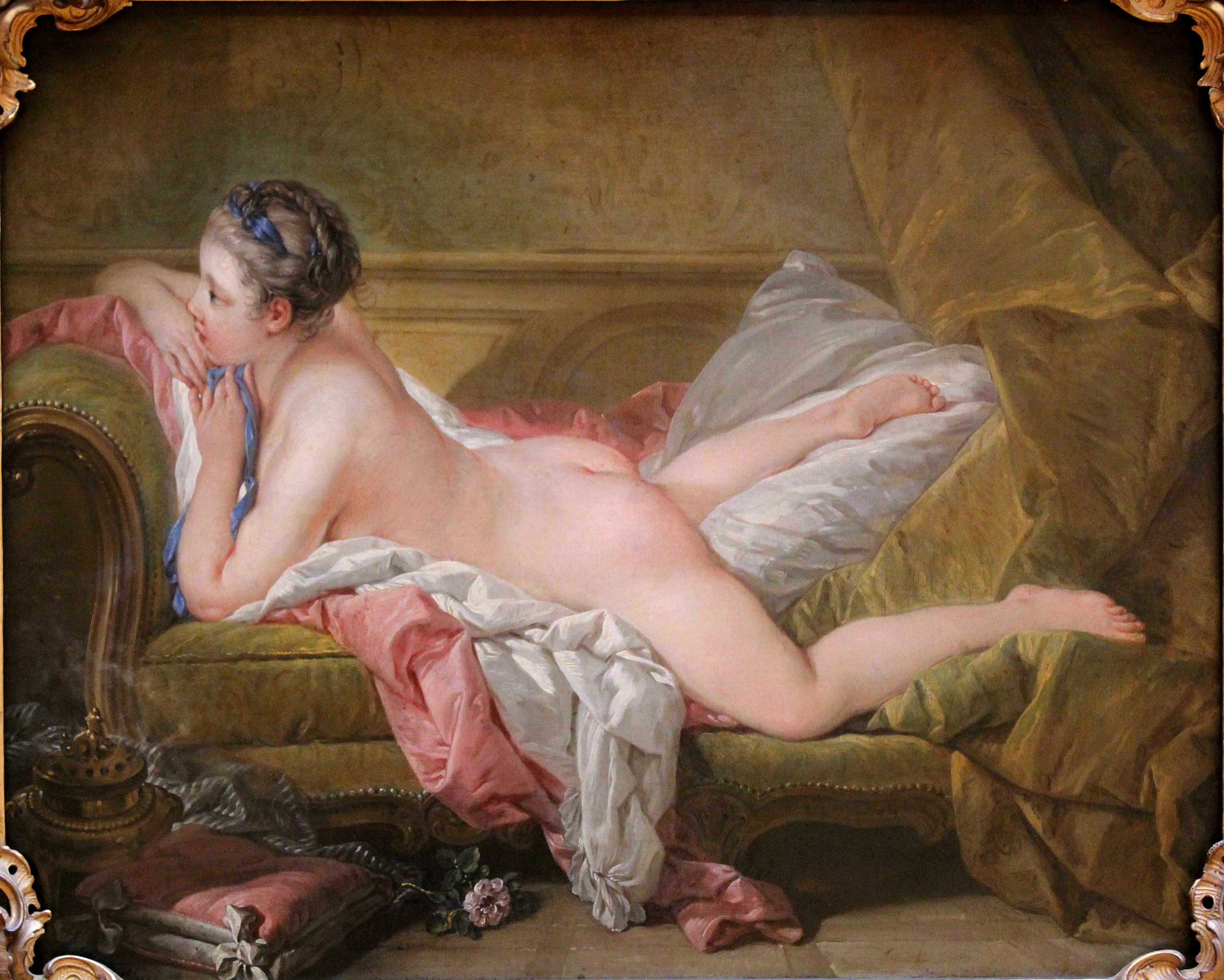
La Ragazza distesa del 1752, una tela successiva dalla composizione molto simile allOdalisca bruna.

Esiste una seconda versione dell'opera, oggi conservata in una collezione privata, nella quale la parte interiore del corpo della giovane è coperta da un vestito.
François Boucher dipinse qualche anno dopo (1751-1752) due quadri simili, chiamati L'odalisca bionda o Ragazza distesa. Quello conservato nella pinacoteca antica (Alte Pinakothek) di Monaco mostra un'odalisca più giovane, dai capelli biondi e dall'atteggiamento leggermente meno esposto, sopra un divano. Raffigura Marie-Louise O'Murphy, un'amante del re Luigi XV. Un'altra versione molto simile si trova nel museo Wallraf-Richartz di Colonia. Nella parte inferiore, al posto di un incensiere si trova un libro aperto, a indicare che l'effigiata non è una prostituta volgare o una plebea, bensì una dama istruita. Il libro, in quel periodo dominato dall'Illuminismo, può essere visto anche come un simbolo della razionalità e della sensibilità femminili, il che ne accresce il mistero.